# Péter Bornemisza
Péter Bornemisza (výslovnost [-sa]; 22. února 1535 Pešť – 1584 Rohožník) byl maďarský protestantský kazatel a spisovatel.
Před Turky uprchl na Slovensko.

## Dílo
- adaptace Sofokleovy Elektry, první dochovaná maďarská tragédie (1558)
- Énekeskönyv (Zpěvník) – sbírka kázání a náboženských písní